# Inge Rahm
Inge Rahm (* 1. Juli 1909; † nach 1973) war eine deutsche Schauspielerin bei Bühne und Film.

## Leben und Wirken
Rahm begann ihre künstlerische Laufbahn 1930, als sie für mehrere Spielzeiten am Deutschen Theater in Prag verpflichtet war. Ihre erste größere Rolle spielte sie im Herbst desselben Jahres an der Kleinen Bühne in der Komödie Der Unwiderstehliche. 1931 gab sie in der tschechoslowakischen Hauptstadt in der Komödie Wehe, wenn er losgelassen ihr Filmdebüt. Sie war in der tragenden Rolle der angeblichen Tochter Loisi des von Vlasta Burian verkörperten Theobald Haselhuhn besetzt. Im darauffolgenden Jahr spielte Rahm in dem musikalischen Drama Um ein bißchen Glück von Lukawieczky die Erzieherin Vychovatelka, die bei Professor Peter Bernhard, verkörpert von Walter Janssen, und seiner Frau Helene (Olga Tschechowa) angestellt ist. In der Tschechoslowakei lief der Film unter dem Titel Diagnosa X.
Anschließend konzentrierte sie sich wieder ganz auf die Theaterarbeit, vor allem an sächsischen Spielstätten. Von 1933 bis 1938 erhielt Inge Rahm Verpflichtungen, die sie an das Albert-Theater und das Komödienhaus (beide in Dresden) sowie an das Leipziger Schauspielhaus führten. Anschließend, seit der Spielzeit 1938/39, ging die Künstlerin auf Tourneen, ehe die von Joseph Goebbels 1944 verfügte Schließung sämtlicher deutscher Bühnen auch diese künstlerische Tätigkeit unmöglich machte. Seit Gründung der Bundesrepublik Deutschland fand Inge Rahm in Frankfurt am Main ihren neuen Lebensmittelpunkt und trat seit Beginn der 1950er bis in die frühen 1970er Jahre hinein an dortigen Spielstätten wie dem Kleinen Theater im Zoo und Frankfurts Komödie auf. Hin und wieder, wie beispielsweise in der Spielzeit 1957/58, als sie an Basels Komödie wirkte, spielte Inge Rahm auch an anderen bzw. ausländischen Bühnen.
In dem vom Hessischen Rundfunk produzierten Fernsehfilm Held in unserer Zeit von 1955 von Fritz Umgelter war Rahm in der Rolle der Mutter besetzt. Axel Ivers spielte den Vater. Das Problemstück des amerikanischen Drehbuchautors David Davidson gilt als eines der erfolgreichsten Fernsehspiele der damaligen Zeit.
Die ARD-Hörspieldatenbank verzeichnet im Zeitraum von 1970 bis 1973 vier Hörspielproduktionen des HR in denen sie als Sprecherin gelistet ist. Das war anscheinend das letzte Mal, dass die Schauspielerin öffentlich in Erscheinung trat. Inge Rahm war mit dem Schauspieler Christian Schmieder verheiratet.

## Filmografie
- 1932: Wehe, wenn er losgelassen
- 1933: Um ein bißchen Glück
- 1955: Held in unserer Zeit (Fernsehfilm)

## Hörspiele
- 1970: Hans Kasper: Am Ende schwarz. Mini-Grotesken – Regie: Nicht angegeben (Hörspiel – HR)
  - Titel der Grotesken: Galerie – Einer Mutter brach das Herz – kommt Barnard – Fleischfresser
- 1971: Hans Kasper: Antike Skandale (1. Folge: Die Revolution der roten Augenbrauen) – Regie: Nicht angegeben (Hörspiel – HR)
- 1971: Hans Kasper: Antike Skandale (2. Folge: Das Witwengericht) – Regie: Nicht angegeben (Hörspiel – HR)
- 1973: Wilhelm Genazino: Friede den Herzen (Baroness) – Regie: Wilhelm Genazino (Original-Hörspiel – HR)